# Piptanthus
Piptanthus Benth. – rodzaj roślin należący do rodziny bobowatych. Obejmuje dwa gatunki występujące po południowej stronie pasma Himalajów oraz w zachodnich i południowych Chinach. W naturze rosną na łąkach alpejskich, na obrzeżach zarośli i lasów górskich.
P. nepalensis uprawiany jest jako krzew ozdobny na obszarach o łagodnym klimacie.
Nazwa rodzajowa utworzona została z greckich słów pipto- znaczącego „odpadać” i anthos znaczącego „kwiat” w nawiązaniu do odpadania w całości korony wraz z kielichem po przekwitnieniu.

## Morfologia
PokrójKrzewy osiągające 1–4 m wysokości, o pędach zielonych, gładkich i pozbawionych cierni.
LiścieSkrętoległe, sezonowe, o blaszce trójlistkowej, wsparte okazałymi przylistkami wyrastającymi naprzeciw ogonka i obejmującymi łodygę.
KwiatyMotylkowe, zebrane w luźne, wzniesione grona szczytowe (z każdego węzła wyrastają 2–3 kwiaty). Kielich z 5 nierównymi ząbkami, z czego dwa górne są z sobą zrośnięte. Korona żółta. Pręcików 10, o wolnych nitkach. Słupek pojedynczy, z jednego owocolistka, z górną zalążnią zawierającą kilka zalążków.
OwoceStrąki spłaszczone, szerokie, ale równowąskie, skórzaste, zawierające kilka nerkowatych nasion.

## Systematyka
Pozycja systematyczna
Jeden z rodzajów plemienia Thermopsideae z podrodziny bobowatych właściwych (Faboideae) z rodziny bobowatych (Fabaceae). Dwa gatunki wcześniej tu zaliczane wyodrębnione zostały do rodzaju Ammopiptanthus.
Wykaz gatunków
- Piptanthus nepalensis (Hook.) Sweet
- Piptanthus tomentosus Franch.